# Haliclona laurentina
Haliclona laurentina är en svampdjursart som först beskrevs av Lawrence Morris Lambe 1900.  Haliclona laurentina ingår i släktet Haliclona och familjen Chalinidae. Inga underarter finns listade i Catalogue of Life.